# Tobias Kamke
Tobias Kamke (Lubecca, 21 maggio 1986) è un ex tennista tedesco, professionista dal 2004 al 2022.

## Biografia

### Carriera sportiva
Fino al 2010 Kamke disputa solo due semifinali in tornei dell'ATP Challenger Tour: nel novembre 2007 al Tali Open di Helsinki, dove perde contro Steve Darcis, e nel maggio 2008 al Baden Open di Karlsruhe, in cui viene battuto da Tejmuraz Gabašvili. Nell'ATP Tour esce al primo turno al Torneo di Wimbledon 2008, dopo la sconfitta contro il n°132 del mondo Jan Hernych nelle qualificazioni accede al main draw come lucky loser e viene eliminato da Andreas Seppi.
Nel 2010 e nel 2011 consegue i suoi migliori risultati nei tornei del Grande Slam raggiungendo il primo turno all'Australian Open 2011, il secondo turno all'Open di Francia 2010 e all'Open di Francia 2011, il terzo turno al Torneo di Wimbledon 2010 (dopo aver battuto anche Seppi e dopo esser stato eliminato da Jo-Wilfried Tsonga) e il primo turno agli US Open 2010. Nel 2010 vince anche i suoi primi due tornei dell'ATP Challenger Tour: il Challenger de Granby, in Canada, battendo Milos Raonic con il punteggio di 6-3, 7-6, e al Tiburon Challenger, negli Stati Uniti d'America, battendo Ryan Harrison. Disputa altre due finali al Baton Rouge Pro Tennis Classic in Sudafrica e al Franken Challenge in Germania perdendo rispettivamente contro Kevin Anderson e Robin Haase. Alla fine del 2010 gli viene assegnato il premio "Newcomer of the Year".

## Statistiche

### Tornei minori

#### Singolare

##### Vittorie (11)
| Legenda tornei minori |
| Challenger (8)        |
| Futures (3)           |

| Numero | Data            | Torneo                                   | Superficie    | Avversario in finale | Punteggio     |
| 1.     | luglio 2006     | Austria F4, Anif                         | Terra battuta | Matthias Bachinger   | 6–1, 7–6(7)   |
| 2.     | agosto 2006     | Germany F11, Essen                       | Terra battuta | Maxime Authom        | 6–1, 6–4      |
| 3.     | febbraio 2007   | Germany F4, Mettmann                     | Sintetico (i) | Dieter Kindlmann     | 6–2, 4–6, 6–3 |
| 4.     | 26 luglio 2010  | Challenger de Granby, Granby             | Cemento       | Milos Raonic         | 6-3, 7–6(4)   |
| 5.     | 11 ottobre 2010 | Tiburon Challenger Tiburon               | Cemento       | Ryan Harrison        | 6-1, 6-1      |
| 6.     | novembre 2011   | GB Pro-Series Loughborough, Loughborough | Cemento       | Flavio Cipolla       | 6–2, 7–5      |
| 7.     | settembre 2012  | Pétange Open, Pétange                    | Cemento (i)   | Paul-Henri Mathieu   | 7–6(7), 6–4   |
| 8.     | settembre 2013  | Pétange Open, Pétange (2)                | Cemento (i)   | Paul-Henri Mathieu   | 1–6, 6–3, 7–5 |
| 9.     | luglio 2014     | Fürth, Germany                           | Terra battuta | Íñigo Cervantes      | 6–3, 6–2      |
| 10.    | agosto 2015     | Liberec Open, Liberec                    | Terra battuta | Andrej Martin        | 7–6(4), 6–4   |
| 11.    | marzo 2016      | Kazan Kremlin Cup, Kazan'                | Cemento (i)   | Aslan Karacev        | 6–4, 6–2      |